# Étang de la Rincerie
L'étang de la Rincerie est situé sur les communes de Ballots et de La Selle-Craonnaise, dans le sud-Mayenne.

## Histoire
Son assèchement au XIXe siècle avait valu une médaille d'or à son propriétaire depuis 1856, M. Desprez de La Guerche et à l'employé M. Sinoir, « Pour l'intelligence, l'énergie et l'habileté avec lesquelles ils ont compris, exécuté et administré le beau et très réussi travail de dessèchement, de dressage, de transformation en pré naturel et d'irrigation, qu'ils ont terminé dans l'étang de la Rincerie. »
En 1861, les travaux étaient en cours et ils furent terminés en 1869 pour un coût total de 155 000 francs.
Après avoir été longtemps asséché, il a été remis en eau et aménagé en base de loisirs à la fin des années 1980.